# Chlorite (chimie)
Cet article concerne les composés chimiques nommés chlorites. Pour les minéraux du même nom, voir Chlorite (minéral).

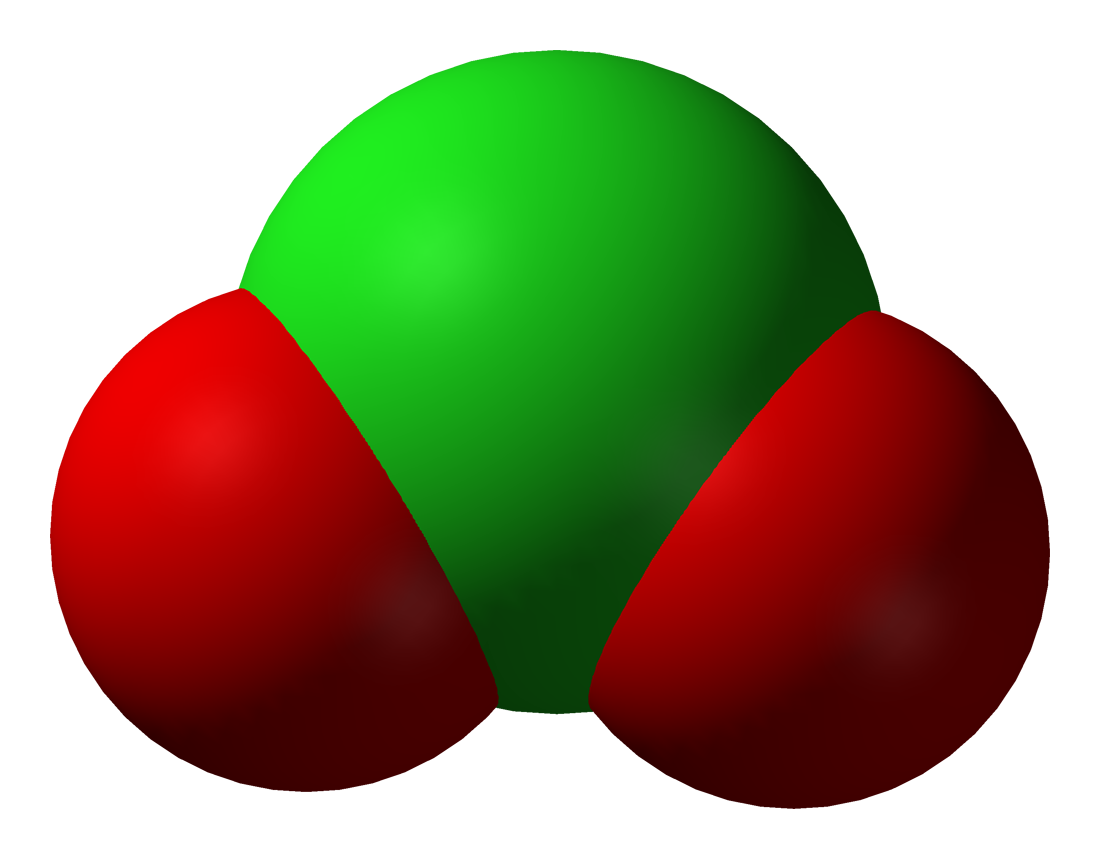
L'anion chlorite

L'ion chlorite (ou dioxochlorate) ClO–
2 est la base conjuguée de l'acide chloreux, dans lequel le chlore a le nombre d'oxydation +III. Il peut former des sels et des esters, également appelés chlorites (ou dioxochlorates).
La présence des ions chlorites dans l'eau de consommation est liée à l'utilisation du dioxyde de chlore ClO2. Ils proviennent généralement de la réduction du dioxyde de chlore par les composés organiques présents dans l'eau au cours des traitements de désinfection finale.
L'anion chlorite est suspecté de causer une anémie chez les jeunes enfants et d'affecter le système nerveux.